# Ruandische Volleyballnationalmannschaft der Frauen
Die ruandische Volleyballnationalmannschaft der Frauen ist die Auswahl ruandischer Volleyballspielerinnen, welche die Fédération Rwandaise de Volleyball (FRVB) auf internationaler Ebene, beispielsweise in Freundschaftsspielen gegen die Auswahlmannschaften anderer nationaler Verbände, aber auch bei internationalen Wettbewerben repräsentiert. 1978 trat der nationale Verband dem Weltverband Fédération Internationale de Volleyball (FIVB) bei. Im August 2012 wurde die Mannschaft auf Platz 103 der Weltrangliste geführt.

## Nationaltrainer
Trainer der Volleyballnationalmannschaft der Frauen und Männer ist seit August 2021 der Brasilianer Paulo de Tarso, der bereits von 2010 bis 2011 Volleyballnationaltrainer in Ruanda war. Der Kenianer Paul Bitok verließ das Team als Nationaltrainer im April 2019.

## Internationale Wettbewerbe

### Ruanda bei Weltmeisterschaften
Die Mannschaft konnte sich bisher nicht für eine Weltmeisterschaft qualifizieren.

### Ruanda bei Olympischen Spielen
Bisher gelang es der Mannschaft nicht, sich für die olympischen Wettbewerbe zu qualifizieren.

### Ruanda bei Afrikameisterschaften
Die Mannschaft kann bisher zwei Teilnahmen an der Afrikameisterschaft vorweisen:
| - 1976: nicht qualifiziert - 1985: nicht qualifiziert - 1987: nicht qualifiziert - 1989: nicht qualifiziert - 1991: nicht qualifiziert - 1993: nicht qualifiziert - 1995: nicht qualifiziert - 1997: nicht qualifiziert | - 1999: nicht qualifiziert - 2001: nicht qualifiziert - 2003: nicht qualifiziert - 2005: nicht qualifiziert - 2007: 10. Platz - 2009: nicht qualifiziert - 2011: 9. Platz |

### Ruanda bei den Afrikaspielen
Ruandas Volleyballnationalmannschaft der Frauen nahm bisher nicht an den Wettbewerben der Afrikaspiele teil.

### Ruanda beim World Cup
Ruanda kann bisher keine Teilnahme am World Cup – dem Qualifikationsturnier für die Olympischen Spiele – vorweisen.

### Ruanda beim World Grand Prix
Der World Grand Prix fand bisher ohne ruandische Beteiligung statt.